# Bob Evans
Robert "Bob" Evans (* 11. června 1947, Waddington, Lincolnshire, Velká Británie) byl britský automobilový jezdec, který v polovině 70. let zasáhl do závodů Formule 1.

## Život a kariéra
Jeho závodnické začátky byly podobné jako u mnoha jiných pilotů – základním kamenem jeho kariéry byla účast v závodech formule Ford, odkud přešel do Formule 3. Místo usilování o kokpit ve formuli 1 však dal přednost méně prestižní, ale podstatně lacinější F5000. Zde platil za jednoho z nejlepších pilotů a v roce 1974 se stal celkovým vítězem této kategorie.
Tento úspěch vzbudil také pozornost bossů formule 1. První nabídku mu poskytl John Surtees, Evans se zúčastnil rozsáhlého testování na sklonku roku 1974, ale nakonec se Surteesovi nejvíc výkonnostně zalíbil John Watson. Bob se však do F1 dostal zanedlouho po něm – po dvou závodech sezóny 1975 byl od týmu BRM vyhozen Mike Wilds a vedení stáje se rozhodlo pro Evanse. Bohužel v té době už kdysi slavná značka neměla vůz takových kvalit, aby se Brit prosadil. Musel dokonce spolknout hořkou pilulku a vynechat závody v Anglii a Německu, protože tým neměl k dispozici žádný motor. Nakonec ani sezónu nedokončil, protože BRM už necestoval na poslední závod do USA.
Zdálo se, že Evans nesežene pro rok 1976 žádné angažmá, ale po personálních šarádách se na něj obrátil šéf Lotusu Colin Chapman. Bob však nedostal smlouvu, pouze kontrakt na jednotlivý závod. Když se při své druhé účasti u Lotusu nekvalifikoval do GP USA-západ, Chapman už ho na další závod nepozval. Poslední angažmá v F1 poskytl Evansovi nechvalně známý John McDonald, majitel stáje RAM Racing. Bob startoval na domácí půdě v Brands Hatch, ale na McDonaldově brabhamu udělal hodiny a závod nedokončil.
Ještě na sklonku 70. let se Evans objevil v seriálu Aurora (British Formula One Championship), který byl také nazýván B-mistrovstvím F1. Prezentovaly se tu starší vozy F1. Když tento podnik v roce 1981 nesehnal hlavního sponzora a zkrachoval, uzavřela se i Evansova závodní kariéra.